# Điện ảnh Israel
Điện ảnh Israel (tiếng Do Thái: קולנוע ישראלי) là tên gọi ngành công nghiệp Điện ảnh của Israel từ 1948 đến nay.

## Lịch sử hình thành và phát triển

### Hãng phim
- Geva Films

### Nhà làm phim tên tuổi
| - Boaz Davidson - Eytan Fox - Amos Gitai - Ephraim Kishon - Avi Mograbi - David Perlov - Uri Zohar - Assi Dayan - Raphael Nadjari - Uri Barabash - Michal Bat-Adam | - Moshe Mizrahi - Dover Koshashvili - Ronit Elkabetz - Shlomi Elkabetz - Menachem Golan - Danny Wachsman - Avi Nesher - Ram Loevy - Ze'ev Revach - Joseph Cedar - Ari Folman | - Eran Kolirin - Amos Kollek - Renen Schorr - Eran Riklis - Isaac Florentine - Alon Bar - Ayelet Menahemi |

### Diễn viên nổi tiếng
| - Gila Almagor - Lior Ashkenazi - Mili Avital - Aki Avni - Yehuda Barkan - Moshe Ivgi - Shaike Ofir - Natalie Portman | - Ze'ev Revach - Chaim Topol - Tuvia Tzafir - Uri Zohar - Ayelet Zorer - Alon Abutbul - Assi Dayan - Moran Atias |